# Stippelzegge
De stippelzegge (Carex punctata) is een overblijvend kruid dat behoort tot de cypergrassenfamilie (Cyperaceae). De plant komt van nature voor in het Middellandse Zeegebied, Noord-Afrika, in Zuid-Europese gebergten en langs de West-Europese kusten. De soort staat op de Nederlandse Rode lijst van planten als zeer zeldzaam en stabiel of toegenomen. Het aantal chromosomen is 2n = 68.
De polvormende plant wordt 30 - 50 cm hoog en heeft een korte wortelstok. De stijve, recht opgaande of schuin opzij staande stengels zijn stomp driekantig. De onderste bladscheden zijn strobruin. De 2 - 5 mm brede bladeren zijn lichtgroen tot gelig. De bladschede heeft een evenlang als breed, 3 mm groot tongetje met een antiligula (een vliezig aanhangsel).
De plant bloeit in juni en juli. De bloeiwijze heeft aan de top een mannelijke aar met daaronder 2 tot 4 meestal rechtopstaande tot 2,5 cm lange en 5 7 mm brede vrouwelijke aren. De bovenste vrouwelijke aren staan dicht opeen, maar de onderste staat vaak halverwege de stengel. De rechtop of zijn iets afstaande schutbladen zijn korter dan de bloeiwijze. Het onderste schutblad heeft een 1 - 3 cm lange schede. De breed-eivormige kafjes hebben een groene kiel en een vliezige rand. Het vruchtbeginsel heeft drie stempels. De heldergroene, 3,5 mm lange en 1,5 - 2 mm brede, eivormige urntjes hebben meestal slechts 2 duidelijke nerven. Op het urntje zit een mierenbroodje. Het urntje is een soort schutblaadje dat geheel om de vrucht zit.
De glanzende, bleekgroene, roodbruin gestippelde vrucht is een 3 - 4 mm lang nootje. De korte, toegespitste, meestal gladde snavel bestaat uit twee tanden.

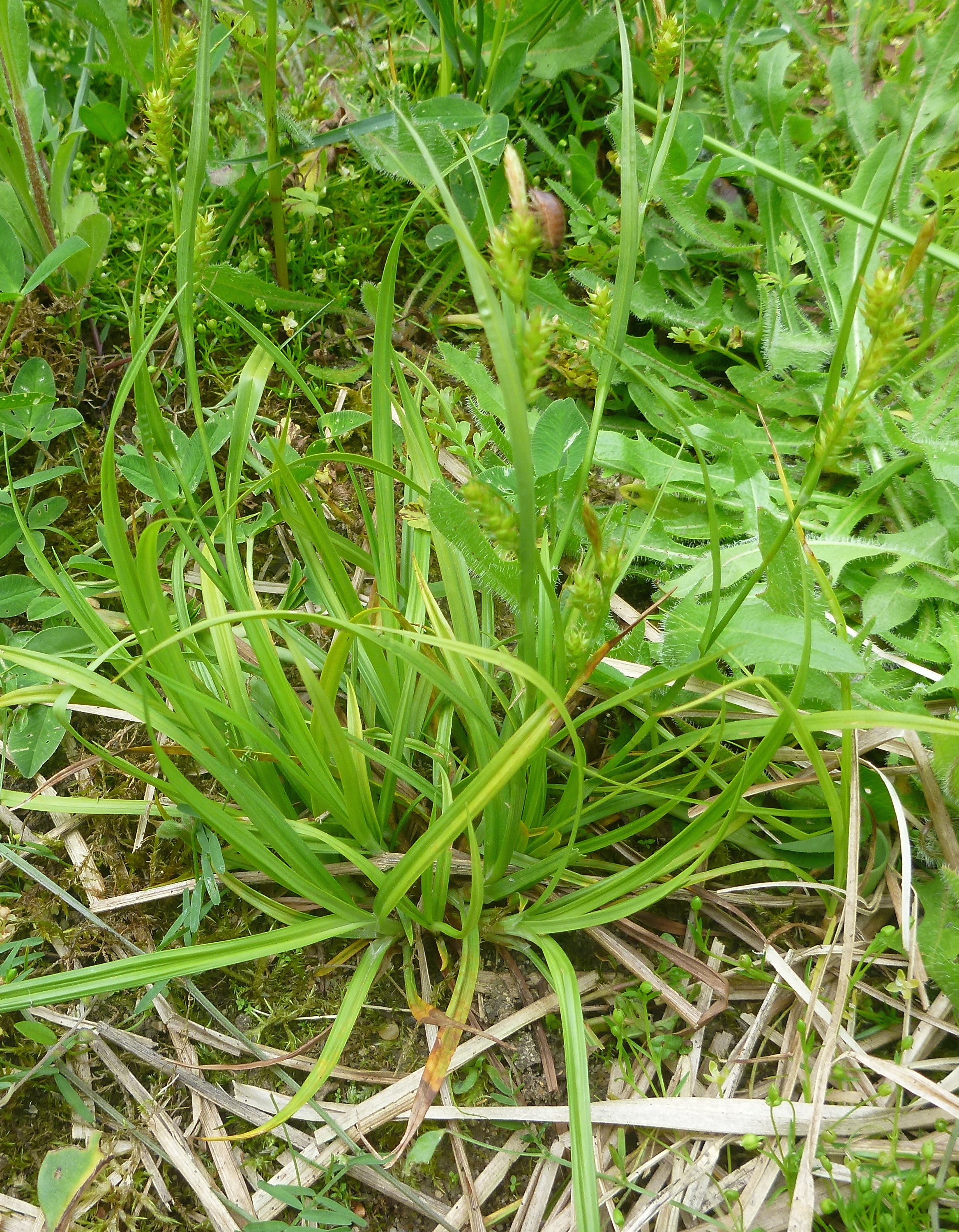
Plant
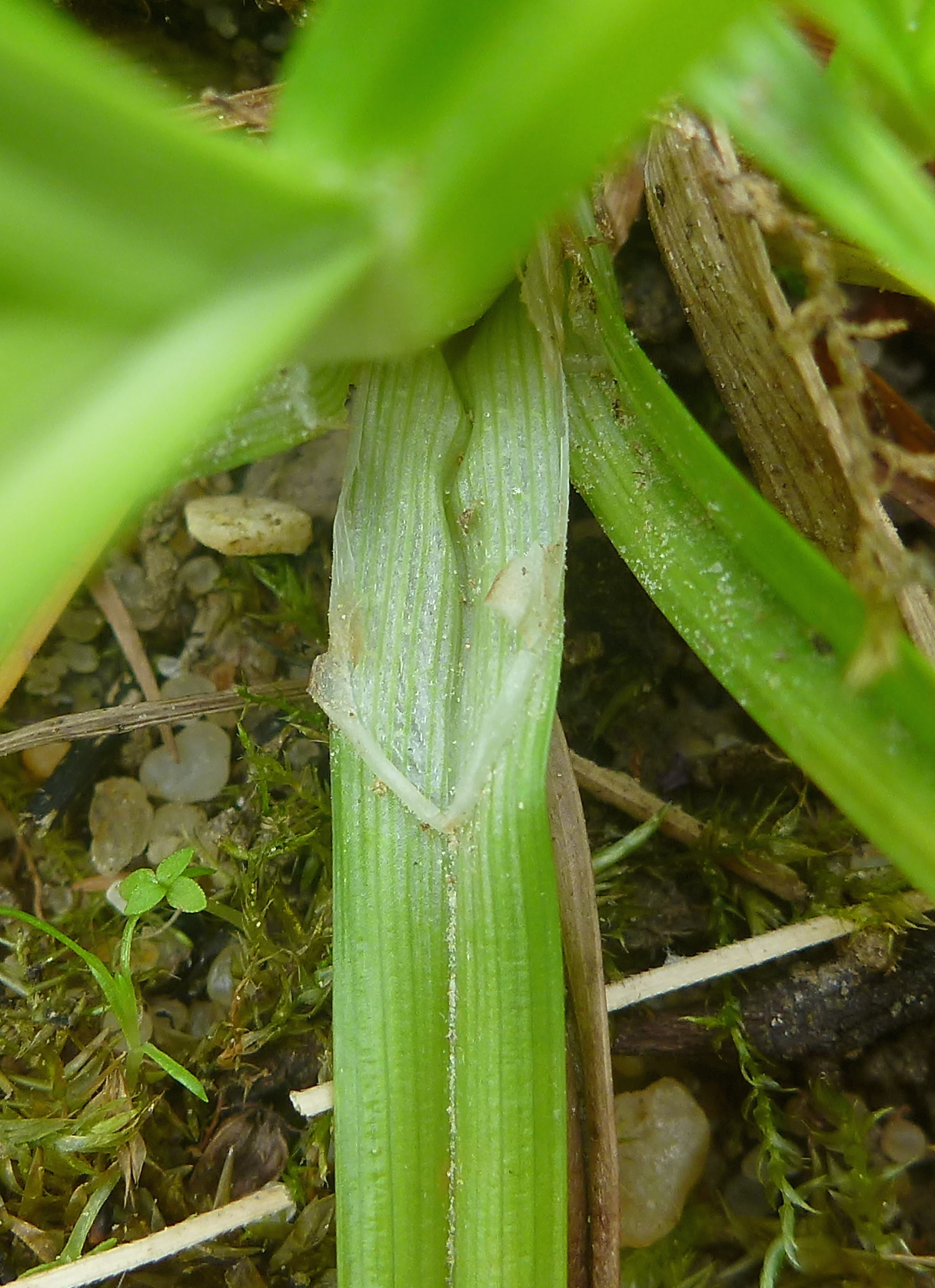
Antiligula met vliezig aanhangsel
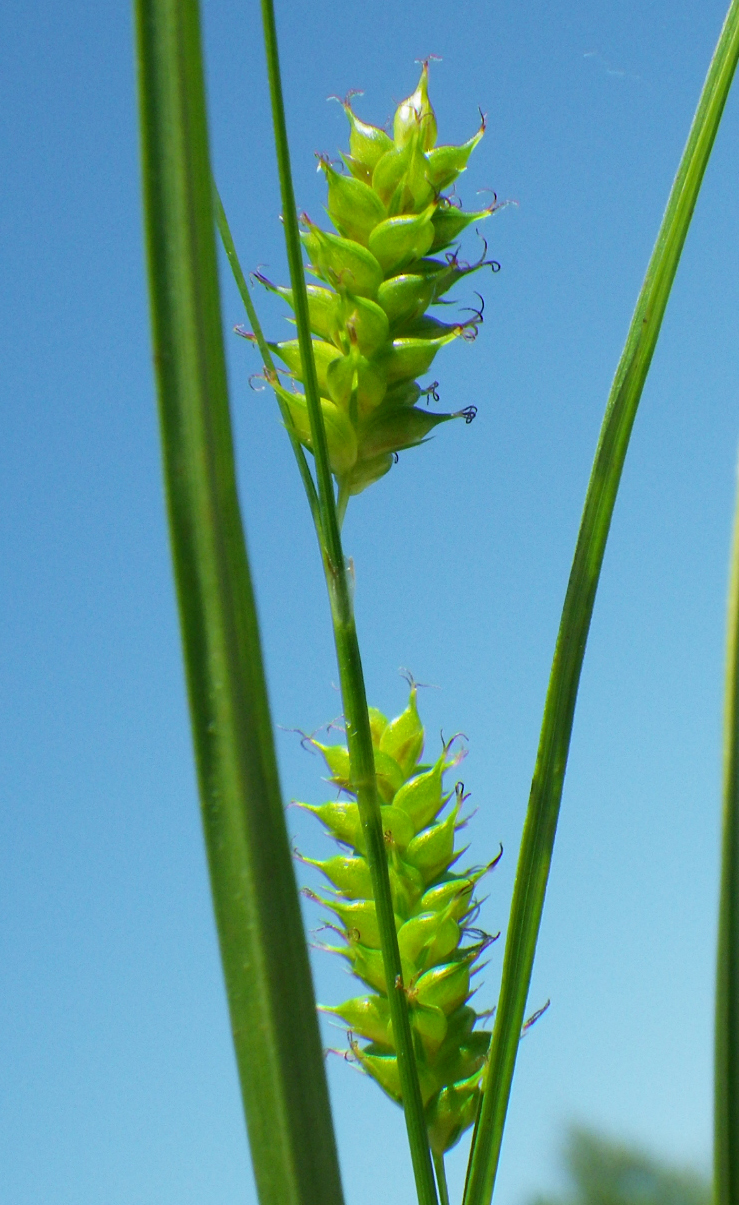
Vrouwelijke aren